# 双孔鱼
双孔鱼（学名：Gyrinocheilus aymonieri），又名湄公食藻鰍、湄公雙孔魚、阿氏雙孔魚、后眼双孔鲤等，为輻鰭魚綱鯉形目双孔鱼科双孔鱼属的鱼类。該種學名係為了紀念法國語言學家和探險家艾蒂安·艾莫尼爾（Étienne Aymonier，1844-1929）。分布於中国的勐海、勐腊的澜沧江水系（湄公河上游）和泰國、寮國、柬埔寨、越南的湄公河流域等，本魚體延長，口下位呈吸盤狀，野生型體色從淺灰色到橄欖色不等，沿著側線有較暗的斑紋，腹部顏色通常比較淺，沿著背部和尾鰭有一些深色斑紋，體型最大可到28公分，主要棲息在中到大型的河川、氾濫平原，而且會進入被水淹沒的田野，主要食物為藻類、固著生物與浮游植物,但也吃昆蟲幼蟲或浮游動物，會用吸盤狀的最吸附在激流的岩石上，水流經過身體上的呼吸孔，將氧氣灌入鰓腔，越過鰓達成氣體交換，可作為食用魚及觀賞魚。

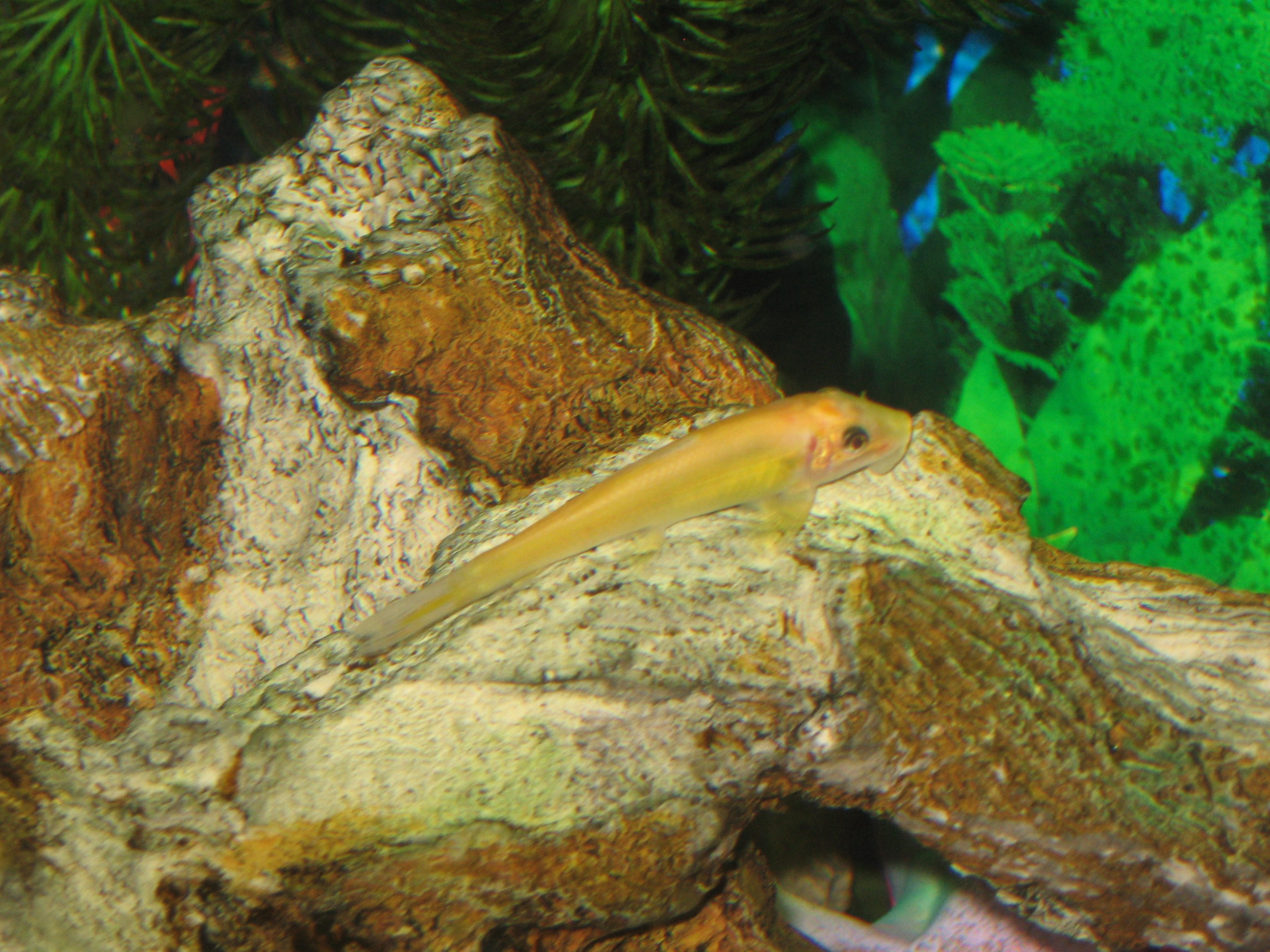
金色的雙孔魚（俗称“金苔鼠”）

## 扩展阅读
維基物種上的相關：双孔鱼